# 松波村
松波村（まつなみむら）は、石川県珠洲郡に存在した村である。

## 地理

### 隣接していた市町村
- 村
  - 宮崎村・木郎村・黒峰村・鵜島村

## 歴史

### 沿革
- 1889年（明治22年）4月1日 町村制の施行により珠洲郡、松波村、恋路村、布浦村及び上村を廃し、その区域をもって珠洲郡松波村を設置する。
- 1907年（明治40年）10月15日 珠洲郡木郎村、松波村及び宮崎村を廃し、その区域をもって珠洲郡木郎村を設置する。松波村の4大字は木郎村に継承。

## 行政

### 村長
| 代 | 人 | 氏名         | 就任 | 退任 | 備考 |
| -- | -- | ------------ | ---- | ---- | ---- |
| 1  | 1  | 中谷清右衛門 | 不詳 | 不詳 |      |
| 2  | 2  | 松原卯三郎   | 不詳 | 不詳 |      |
| 3  | 3  | 福田清太郎   | 不詳 | 不詳 |      |
| 4  | 4  | 松本千代松   | 不詳 | 不詳 |      |